# Donald Martiny
Donald Martiny (Schenectady, 22 ottobre 1953) è un artista statunitense che vive e lavora a Chapel Hill, nel North Carolina.

## Biografia
Donald Martiny è un artista americano. I suoi dipinti astratti sono legati alla pittura d'azione e all'espressionismo astratto.
Studiò dal 1977 al 1980 alla School of Visual Arts di New York. Dal 1980 al 1983 è stato studente presso Art Students League of New York. Allo stesso tempo ha frequentato corsi di arte presso la Università di New York. Dal 2007 al 2009 ha continuato la sua formazione presso Pennsylvania Academy of the Fine Arts. Vive e lavora a Ivoryton, Connecticut.
Nel 2015 Martiny ha ricevuto una borsa di studio come Artista in Residenza della Sam & Adele Golden Foundation for the Arts a New Berlin ed è stato rappresentato nella locale mostra annuale degli artisti.
Sempre nel 2015, Martiny è stato invitato a produrre due grandi opere per One World Trade Center, che sono attualmente esposte lì. Ha tenuto lezioni anche alla Cornell University e al Museo d' Arte di Ackland.

## Lavoro artistico
In un'intervista, Donald Martiny è stato definito un astrattista gestuale.
Le sue opere mostrano la pennellata immediatamente "congelata", così come Martiny l'ha disegnata nei suoi movimenti. Ha dovuto sperimentare per anni con la composizione della vernice, che dovrebbe essere abbastanza liquida da riprodurre bene la pennellata e allo stesso tempo essere così durevole in uno stato secco che il lavoro può essere montato sulla parete senza rompersi. Il lavoro finito è rinforzato da una lastra di alluminio tagliata nelle dimensioni esatte della corsa della spazzola come base. I dipinti sembrano poi un rilievo sulla parete. La vernice utilizzata da Martiny consiste in una miscela di polimeri a base d'acqua arricchita con pigmenti. A volte si estende questa miscela con le cosiddette microbubbles, che assicurano che la vernice appaia leggera.
Contrariamente al metodo di lavoro di altri artisti di Action painting, le opere di Martinys non sono solo spontanee. All'inizio crea uno schizzo in miniatura e, se gli piace, produce l'opera in dimensioni sempre più grandi. Lavora sempre sul pavimento perché questa situazione gli dà la massima libertà nelle sue pennellate.
Nel novembre 2022, Donald Martiny ha progettato la scenografia per uno spettacolo di danza di Amy Hall Garner della Paul Taylor Dance Company al David H. Koch Theater del Lincoln Center for the Performing Arts, intitolato Somewhere in the Middle: : "Donald Martiny’s set – hanging brushstroke pieces that show dimension through the thick, sometimes bumpy paint texture – changes in color and shape throughout the work, matching the liveliness of Mark Eric’s bright costumes (briefs and bras overlaid with transparent fabric)".

## Videografia
- 2013:Video della Biennale Non-Obiettivo, Le Pont-de-Claix, Francia (2013): 10′ 14″[8]
- 2015: Video della mostra Donald Martiny: Freeing the Gesture, Fort Wayne Museum of Art, Stati Uniti d'America (2014): 09′ 26″[9]
- 2015: Video della mostra State of the Art – Art of the State, Cameron Art Museum, Stati Uniti d'America (2015): 05′ 18″[10]
- 2016: Video sulle opere di Donald Martiny al World Trade Center, New York, Stati Uniti d'America (2016): 02′ 32″[11]
- 2021: Video della mostra collettiva Color Theory, (Opere d'arte da Donald Martiny), Bentley-Gallery, Phoenix, Arizona, Stati Uniti d'America (2021): 01′ 20″[12]
- 2020: Video intervista con Donald Martiny sul suo metodo di lavoro. Donald Martiny: Fu Materia Divina (Divine Material), Curated by Alain Chivilò: 08′ 16″[13]

## Audio
- 2015: A Chapel Hill Artist Paints His Way Into The World Trade Center[14]

## Opere in Collezioni (selezionate)
- Collezione d'Arte della One World Trade Center, New York, Stati Uniti d'America[15]
- Grahm Gund Family Foundation, Cambridge (Massachusetts), Stati Uniti d'America
- Patrick Duffy, Las Vegas Art Museum, Las Vegas, Stati Uniti d'America[16]
- Città di Le Pont-de-Claix, Francia
- Newcomb Art Museum, New Orleans, Louisiana, Stati Uniti d'America[17]
- Crocker Art Museum, Sacramento, Stati Uniti d'America[18]
- Amon Carter Museum, Fort Worth, Texas, Stati Uniti d'America[19]
- Phoenix Art Museum, Phoenix, Arizona, Stati Uniti d'America[2]

## Mostre Personali (selezionate)
- 2014: Donald Martiny: New Paintings[20], George Lawson Gallery, San Francisco, Stati Uniti d'America
- 2014: Donald Martiny: Freeing the Gesture[21], Fort Wayne Museum of Art, Fort Wayne, Stati Uniti d'America
- 2015: Donald Martiny: Gestures[22], Madison Gallery, La Jolla, Stati Uniti d'America
- 2016: Donald Martiny: Moving Paint[23], Galleri Urbane, Dallas, Stati Uniti d'America
- 2016: Donald Martiny Paintings. Freeing the Gesture[24], Alden B Dow Museum of Art and Science, Midland, Stati Uniti d'America
- 2016: Donald Martiny: New Paintings,[25] Pentimenti Galerie, Philadelphia, Stati Uniti d'America
- 2017: Donald Martiny: Pittura a Macchia[26], Madison Gallery, La Jolla, Stati Uniti d'America
- 2017: Donald Martiny New Works: The River Series[27][28], Diehl Gallery, Jackson, Stati Uniti d'America
- 2017: Donald Martiny[29], Artea Gallery, Milano, Italia
- 2017: NIOBasement, Rotterdam, Paesi Bassi
- 2017: Overtones – Undercurrents[30], Horace Williams House, Chapel Hill, Stati Uniti d'America
- 2018: Donald Martiny: Pinselstriche,[31] Galerie Klaus Braun, Stoccarda, Germania
- 2018: Donald Martiny: Epistrophy,[32] Galleri Urbane, Dallas, Stati Uniti d'America
- 2019: Donald Martiny: Divine Material,[33] Museo Casa del Mantegna, Mantova, Italy
- 2019: Donald Martiny: Open,[34] Dimmitt Contemporary Art, Houston, Texas, Stati Uniti d'America
- 2019: Donald Martiny: Expanding the gestural Index,[35], Pentimenti Galerie, Philadelphia, Stati Uniti d'America
- 2021: Donald Martiny: Jacopo Tintoretto: Pathways,[36] Palazzo Contarini del Bovolo, Venecia, Italia

## Mostre collettive (selezionate)
- 2013: Pourquoi pas – Why not. Seconda Biennale Internazionale di Arte Non-Obiettiva, Le Pont-de-Claix, Francia
- 2013: Fundaments[37], Galleria Concret, Paris, Francia
- 2014: 25 Years Conny Dietzschold Galerie[38], Conny Dietzschold Galleria, Colonia, Germania
- 2014: 7 x Farbe pur. Monochrome Malerei, Galleria Klaus Braun, Stoccarda, Germania
- 2014: China Art Projects[39], Conny Dietzschold Galleria, Sheung Wan, Hong Kong, Cina
- 2015: State of the Art – Art of the State[40] Cameron Art Museum, Wilmington, Stati Uniti d'America
- 2015: Interact: Deconstructing Spectatorship: East Wing Biennial[2], The Courtauld Institute of Art, London, Inghilterra
- 2015: Is it...Monochrome, Colorfield, or Object?[41], Galleria Sonja Roesch, Houston, Stati Uniti d'America
- 2015: Pino Pinelli, Donald Martiny, Bram Bogart[42], ArteA Gallery, Milan, Italy
- 2016: Made in Paint: Golden. Artworks of the 2015 artists in residence[43], Sam & Adele Golden Foundation for the Arts, New Berlin, Stati Uniti d'America
- 2016: Plastische Malerei: Pino Pinelli, Donald Martiny und Matthias Lutzeyer[44], Galleria Klaus Braun , Stoccarda, Germania
- 2016: 60 Americans[45], MakeShift Museum, Los Angeles, Stati Uniti d'America
- 2016: It’s all about the hue[46][47], GreenHill Center for NC Art, Greensboro, Stati Uniti d'America
- 2016: All Things Great and Small[48], Falmouth Art Museum, Falmouth, Inghilterra
- 2017: Remember when this wasn’t quite how I remembered it?[49], Pentimenti Galleria, Filadelfia, Stati Uniti d'America
- 2017: The Enduring Reasons Why: Celebrating 25[50][51], Pentimenti Galleria, Filadelfia, Stati Uniti d'America
- 2017: Dialectical Praxis – Celia Johnson & Donald Martiny[52][53], Fred Giampietro Galleria, New Haven, Stati Uniti d'America
- 2017: State of the Art – Art of the State[54], Cameron Art Museum, Wilmington, Stati Uniti d'America
- 2018: Roter Faden – Schwarz,[55] Galerie Klaus Braun, Stoccarda, Germania
- 2018/2019: Emergence,[56] Dimmitt Contemporary Art, Houston, Stati Uniti d'America
- 2018/2019: Art Window: Donald Martiny,[57] North Carolina Museum of Art, Raleigh, Stati Uniti d'America
- 2019: Simply Red,[58] Galerie Sonja Roesch, Houston, Stati Uniti d'America
- 2020: 2020 Front Burner: Highlights in Contemporary North Carolina Painting,[59] North Carolina Museum of Art, Raleigh, Stati Uniti d'America
- 2021: Color Theory,[60] Bentley Gallery , Phoenix, Stati Uniti d'America
- 2022: Personal Structures,[61] Palazzo Bembo, Venezia (nel quadro del programma che accompagna la Biennale)

## Arte in luoghi pubblici
- 2015: Due opere in One World Trade Center: 'Lenape (chiamato dopo la tribù indiana che popolava gran parte degli attuali stati di New York e New Jersey e Unami (chiamato dopo l'ormai estinta lingua di il Lenapes).[62][63]
- 2019: Hugin + Munin (nominato come riferimento a Huginn e Muninn nella Frost Tower Fort Worth,[64] Fort Worth, Stati Uniti d'America